# 村上元三
村上 元三 （むらかみ げんぞう、1910年3月14日 - 2006年4月3日） は、日本の小説家。

## 経歴・人物
朝鮮半島の咸鏡南道（現在の江原道）元山生まれ。青山学院中等部卒。
1934年、「サンデー毎日」懸賞小説で選外佳作となった『利根の川霧』でデビュー。浅草の剣戟俳優・梅沢昇の脚本を書いているうち、梅沢の紹介で小説家・劇作家の長谷川伸を知り、師事する。
1941年には長谷川主催の雑誌「大衆文芸」に掲載された、『上総風土記』で直木賞受賞。
戦後に朝日新聞夕刊に当時タブーであった剣豪小説『佐々木小次郎』を1年程掲載。大衆文学復興の旗手となる。北方もの、人物評伝もの、伝奇もの、海洋冒険もの、芸道もの、股旅もの、お家騒動ものと、多彩な作品を執筆した。他に『次郎長三国志』『松平長七郎旅日記』などの代表作がある。
1951年には、福岡県北九州市小倉北区の手向山公園内に、『佐々木小次郎』の完結を記念して村上が寄贈した小次郎碑が建てられた。
1954年下半期から1989年下半期まで、30年以上の長きにわたり直木賞の選考委員を務めた。
1966年度NHK大河ドラマとして放映された『源義経』では原作提供だけでなく自ら脚本も担当している。
2006年4月3日14時6分、心不全のため東京都世田谷区の病院で死去。96歳没。

## 親族
長女の典子は映画監督・降旗康男と結婚した。

## 受賞歴
- 1934年 - サンデー毎日大衆文芸賞選外佳作
- 1941年 - 第15回直木賞
- 1965年 - NHK放送文化賞
- 1974年 - 紫綬褒章
- 1981年 - 勲三等瑞宝章

## 著書

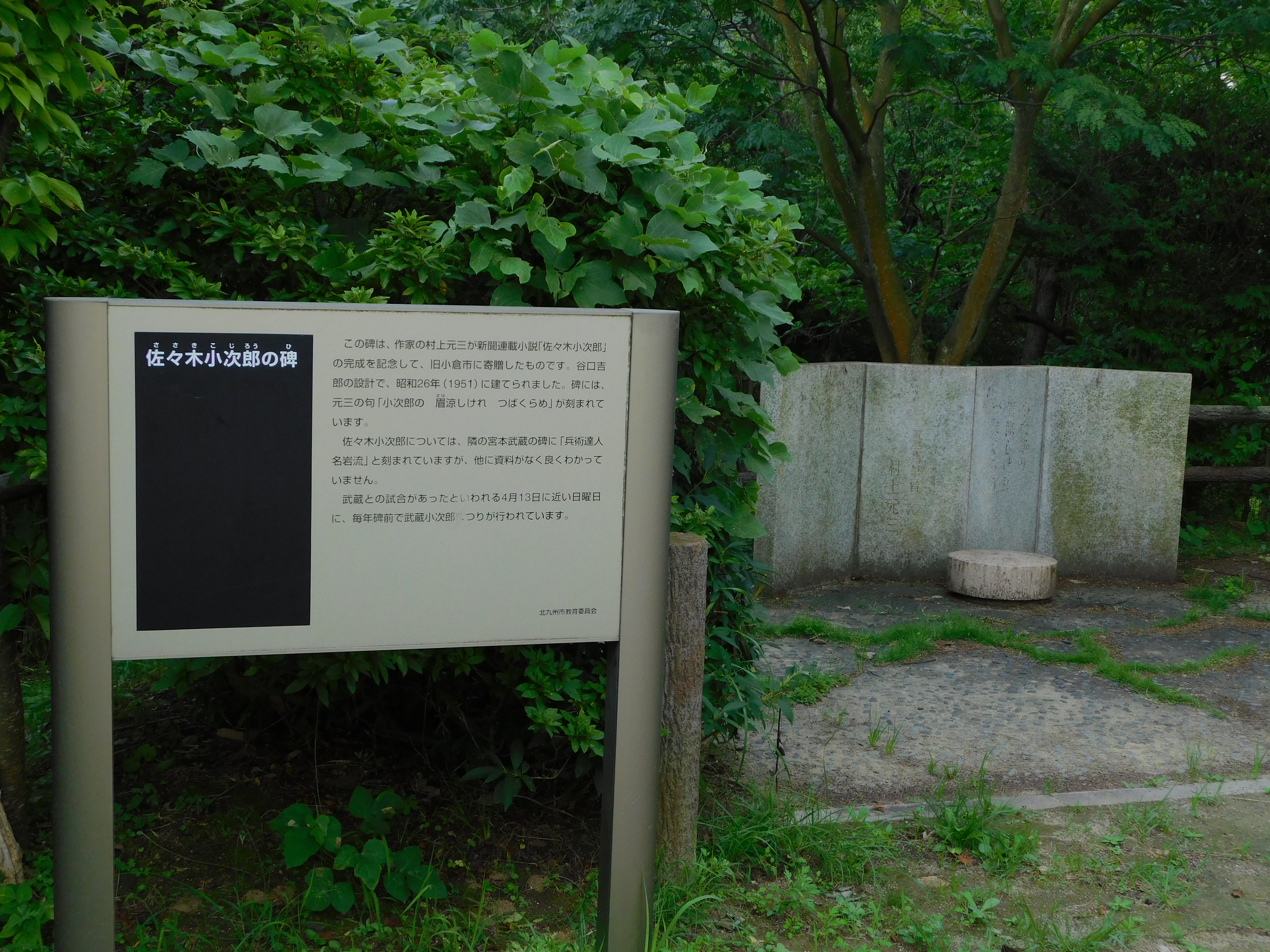
『佐々木小次郎』完結記念の小次郎碑

### 小説
- 『先駆者の旗』春陽堂　1940
- 『上総風土記』新小説社　1941　のち春陽文庫
- 『緋鹿乃子捕物草紙』杉山書店　1941
- 『北海に叫ぶ』博文館　1941
- 『人情江戸八景』八紘社杉山書店　1942
- 『花火』湯川弘文社　1942
- 『抜刀隊の歌』東光堂　1942
- 『高下駄兵法』六芸社　1943
- 『日月帖』輝文堂書房　1944
- 『南蛮屏風』東亜文化書房　1944
- 『でんでこ拳』静書房　1946
- 『花の絵便り』凡人社・小説文庫 1946
- 『恋猫直次郎』土佐書房　1948
- 『神変妖奇白馬の小夜姫』偕成社　1948
- 『ひぶんえぞにしき』鷺ノ宮書房　1949
- 『北海伝奇城』矢貴書店　1949
- 『愛憎変化雛』矢貴書店　新作時代長篇名作選集 1950
- 『佐々木小次郎』朝日新聞社　1950-51　のち新潮文庫、講談社文庫
- 『神変稲妻童子』ポプラ社　1950
- 『夜叉頭巾 お吟捕物秘帖』文芸図書出版社　1950
- 『阿片浪人』湊書房　1951
- 『お祭伊太郎』新小説社　1951
- 『加賀騒動』毎日新聞社　1951　のち光文社文庫、学陽書房人物文庫　　
1953年の映画『加賀騒動』の原作
- 『河童将軍』新小説社　1951
- 『颶風の門』春陽文庫 1951
- 『新選組』湊書房　1951-52　のち春陽文庫、新潮文庫、富士見書房時代小説文庫、学陽書房人物文庫
1952年の映画『新選組 京洛風雲の巻』『新選組 池田屋騒動』『新選組 魔剣乱舞』原作
- 『捕物そばや』春陽文庫 1951　「加田三七捕物そば屋」徳間文庫
- 『鼠小僧恋八景』新小説社　1951
- 『緋鹿子捕物草紙』新小説社　1951
- 『風流あじろ笠』文芸図書出版社　1951　のち春陽文庫、徳間文庫
- 『北斗の鐘』東方社　1951
- 『明治水滸伝』東方社　1951
- 『江戸いろは祭』文芸図書出版社 時代小説新作全集 1952
- 『疾風からす隊』偕成社　1952
- 『月夜囃子』彩光社　1952
- 『天馬往来』毎日新聞社　1952　『高杉晋作』桃源社　『天馬往来 高杉晋作』徳間文庫、「維新回天高杉晋作」学陽書房人物文庫
- 『道元禅師』啓明社　1952
- 『風雲隼隊』偕成社　1952
- 『風雪おんな草』文芸図書出版社　1952
- 『源義経』朝日新聞社　1952-55　のち講談社文庫、学陽書房人物文庫　　
1955年の映画『源義経』、1956年の映画『続源義経』、1959年のNET（現テレビ朝日）連続ドラマ『源義経』、NHK大河ドラマ『源義経』、日本テレビ年末時代劇スペシャル『源義経』原作
- 『岩見重太郎』豊文社　1953
- 『喧嘩笠』文芸図書　1953
- 『次郎長三国志』文藝春秋新社　1953　のち春陽文庫、文春文庫、角川文庫
- 『千姫』主婦之友社　1953　のち徳間文庫
- 『伝奇めおと雛』東京文芸社　1953
- 『南海まぼろし船』偕成社　1953
- 『白面公子』文芸図書出版社　1953-54　（松平長七郎）
- 『慶安水滸伝』大日本雄弁会講談社　1954
- 『春風数え唄』同光社　時代小説名作全集 1954
- 『日月新たなり』桃源社　1954
- 『忠治祭』東京文芸社　1954
- 『鎮西八郎』産業経済新聞社　1954　「鎮西八郎為朝」徳間文庫
- 『白馬の密使』偕成社　1954
- 『北溟まぼろし城』偕成社　1954
- 『村上元三文庫』全9巻　大日本雄弁会講談社　1954
- 『八州遊侠伝』東京文芸社　人気作家小説全集　1955
- 『戦国まぼろし城』ます美書房・あり文庫 1955
- 『天保六道銭』文藝春秋新社　1955　のち春陽文庫、徳間文庫
- 『雛の盃』宝文館　ラジオ・ドラマ新書　1955
- 『猿と放下師』同光社　大衆小説名作選　1956
- 『千両鯉』東京文芸社　1956　のち徳間文庫
- 『花頭巾』桃源社　1956
- 『花火の港』同光社　長篇時代小説全集　1956
- 『松平長七郎旅日記』同光社　1956　のち光文社文庫、富士見書房時代小説文庫、学陽書房人物文庫　
1959年の映画『長七郎旅日記　魔の影法師』、『長七郎旅日記　はやぶさ天狗』、テレビ時代劇『長七郎江戸日記』原作
- 『浪人無双』東京文芸社　1956
- 『東男京女』東方社　1957
- 『江戸の小鼠たち』大日本雄弁会講談社　1957
- 『平賀源内』東京文芸社　1957　のち光文社文庫、学陽書房人物文庫
- 『水戸黄門』毎日新聞社　1957-62　のち講談社文庫
- 『浪人囃子』桃源社　1957
- 『加藤清正』東京文芸社　1958-61　のち学陽書房人物文庫
- 『三界飛脚』新潮社　1958-59　のち徳間文庫
- 『雑兵物語』春陽堂書店　1958
- 『八幡船』東京文芸社　1958
- 『風流剣士』桃源社　1958
- 『大坂城物語』光文社　1959 のち富士見書房時代小説文庫
- 『真田十勇士』桃源社　1959　のち徳間文庫、学陽書房人物文庫
- 『風流さんど笠』桃源社　1960-61
- 『野狐笛』東京文芸社　1960
- 『大久保彦左衛門』中央公論社　1961　のち文庫
- 『遊侠そろばん縞』桃源社　1961
- 『十二支館』新潮社　1963
- 『岩崎弥太郎』朝日新聞社　1964　のち学陽書房人物文庫
- 『からす天狗』桃源社　1964　のち徳間文庫
- 『戦国一切経』中央公論社　1964　のち富士見書房時代小説文庫
- 『修羅太鼓』桃源社　1965
- 『天の火柱』講談社　1965
- 『阿呆丸伝八』読売新聞社　1966
- 『顔のない侍』東京文芸社　1966　のち徳間文庫
- 『花雪の曲』東京文芸社　1966
- 『長太郎合羽』東京文芸社　1966
- 『村上元三選集』全6巻　徳間書店　1966
- 『落椿抄 忠臣蔵表裏』人物往来社　1967　『新本忠臣蔵』文春文庫
- 『海を飛ぶ鷹』東京文芸社　1968　のち徳間文庫
- 『足利尊氏』学習研究社　1969　のち徳間文庫
- 『勝海舟』学習研究社　1969　のち徳間文庫、学陽書房人物文庫
- 『陣幕つむじ風』東京文芸社　1969　のち光文社文庫
1969年の朝日放送（現・朝日放送テレビ）・TBS系テレビ時代劇『天保つむじ風』の原作
- 『平清盛』学習研究社　1970　のち徳間文庫
- 『八丁堀同心 加田三七』東京文芸社　1970　のち徳間文庫、学陽書房人物文庫「加田三七捕物帳」
- 『水戸光圀』「花と風の巻」「雲と月の巻」、学習研究所　1970-71　のち学陽書房人物文庫
- 『江戸の遊女』東京文芸社　1971
- 『白い風の道』講談社　1971
- 『鮎の長太郎』東京文芸社　1973
- 『薄墨の中納言』東京文芸社　1973
- 『五彩の図絵』全2巻、朝日新聞社　1974　のち中公文庫
- 『虹の女』おりじん書房　1974　のち富士見書房時代小説文庫
- 『流雲の賦』中央公論社　1975 （石動山の歴史）
- 『戦国風流』PHP研究所　1978　「戦国風流 乱世の異端児・前田慶次郎の生涯」文庫、学陽書房人物文庫
- 『起き上り小法師』東京文芸社　1979
- 『切られお富』中央公論社　1981　のち富士見書房時代小説文庫
- 『仙石騒動』東京文芸社　1982　のち光文社文庫
- 『田沼意次』毎日新聞社　1985　のち講談社文庫
- 『牡丹亭お遊』毎日新聞社　1986
- 『ある侍の生涯』毎日新聞社　1988　のち光文社文庫
- 『浜田騒動』光文社文庫　1988
- 『まぼろし御殿』毎日新聞社　1990
- 『紙の降る城』毎日新聞社　1992
- 『藤堂高虎』徳間文庫　1992　のち学陽書房人物文庫
- 『奥州争乱』広済堂文庫　1993
- 『村上元三短篇館』全4巻、毎日新聞社　1995　
  - 「1 白狐の堂」「2 雪山伏」「3 五色庵」「4 参宮駕籠」

### 随筆 他
- 『随筆・佐々木小次郎』朝日新聞社　1952
- 『四百字三十年』番町書房　1966
- 中村直勝と『平家物語 歴史対談』講談社　1971
- 『歴史の旅』東京美術　1973
- 『江戸雑記帳』中央公論社　1974　のち文庫
- 『歴史は生きている』ゆまにて　1976
- 『史実と巷談』東京書籍・東書選書 1977
- 『六本木随筆』中公文庫　1980
- 『日本の祭り 歴史探訪』あずさ書房　1981
- 『歴史つれづれ草 炉辺物語』あずさ書房　1981
- 『随想　歴史の裏ばなし』あずさ書房　1982
- 『元三雑記帳』青蛙房　1984
- 『江戸と東京 いろはにほへと』毎日新聞社　1988
- 『上杉謙信とその一族』世界文化社　1989
- 『思い出の時代作家たち』文藝春秋　1995

現代語訳
- 『南総里見八犬伝』滝沢馬琴原作 小学館・少年少女世界名作文学全集 1963
- 『水滸伝 中国古典』ポプラ社世界の名作 1968

### 脚本
映画
- 『北極光』 (1941)
- 『犯罪者は誰か』 (1945)
- 『佐々木小次郎』 (1950)
- 『続佐々木小次郎』 (1951)
- 『完結 佐々木小次郎 巌流島決闘』 (1951)
- 『次郎長三国志 第二部 次郎長初旅』 (1953)
- 『忠臣蔵 花の巻・雪の巻』 (1954)
- 『浪人街』 (1957)

テレビドラマ
- 『赤穂浪士』 (1964)
- 『源義経』 (1966)
- 『半七捕物帳』 (1979)